# Диксон (Њу Мексико)
Диксон (енгл. Dixon) насељено је место без административног статуса у америчкој савезној држави Њу Мексико.

## Демографија
По попису из 2010. године број становника је 926.
| Група             | 2000.    | 2010.       |
| Белци             | 0 (0,0%) | 245 (26,5%) |
| Афроамериканци    | 0 (0,0%) | 2 (0,2%)    |
| Азијати           | 0 (0,0%) | 1 (0,1%)    |
| Хиспаноамериканци | 0 (0,0%) | 655 (70,7%) |
| Укупно            | 0        | 926         |